# Adaheli
Adaheli è il Sole personificato, ovvero la divinità del Sole del Suriname, del bacino dell'Orinoco e dei paesi caraibici.

## Leggenda
Secondo una leggenda, preoccupato dal fatto che la Terra fosse disabitata, discese dal cielo e creò l'umanità: poco dopo le persone nacquero dal caimano. 
Le donne erano tutte molto belle, ma alcuni uomini erano così brutti che gli altri affermarono che era impossibile guardarli. Gli uomini si separarono: i più brutti andarono ad est e gli altri ad ovest, ognuno colle proprie mogli.